# Larbey
Larbey (gaskonsko Larbei) je naselje in občina v francoskem departmaju Landes regije Akvitanije. Naselje je leta 2009 imelo 247 prebivalcev.

## Geografija
Kraj leži v pokrajini Gaskonji 32 km vzhodno od Daxa.

## Uprava
Občina Larbey skupaj s sosednjimi občinami Baigts, Bergouey, Caupenne, Doazit, Hauriet, Lahosse, Laurède, Maylis, Mugron, Nerbis, Saint-Aubin in Toulouzette sestavlja kanton Mugron s sedežem v Mugronu. Kanton je sestavni del okrožja Dax.

## Zanimivosti
- romanska cerkev sv. Janeza Krstnika iz 13. do 19. stoletja, od leta 1970 na seznamu francoskih zgodovinskih spomenikov,
- utrjen mlin na reki Gouaougue, iz 12. stoletja,
- rimski tabor, Castéra.